# Timóteo (diplomata)
Timóteo (em latim: Timotheus) foi um oficial bizantino do século VI, ativo durante o reinado do imperador Justino II (r. 567–578). Na primavera de 567, acompanhou João numa embaixada à Pérsia. Mais tarde no mesmo ano, foi enviado como emissário com carta escrita por João esclarecendo os desejos do imperador sobre a Suânia, no Cáucaso, para o benefício do xá Cosroes I (r. 531–579) e o emissário persa Isdigusnas.